# Indicatif plus-que-parfait
En grammaire, l'indicatif plus-que-parfait est une forme verbale temporelle de passé existant dans certaines langues. Sa valeur principale spécifique est de temps relatif exprimant un procès passé antérieur à un autre procès passé,.
Dans certaines langues, comme le français, le plus-que-parfait a une forme analytique (composée), alors que dans d'autres, par exemple le roumain, il est synthétique (simple).

## Dans les langues romanes

### En latin
Le latin avait plusieurs formes d'indicatif plus-que-parfait.
À la voix active, le plus-que-parfait est formé du thème morphologique du temps parfait, c'est-à-dire sans les désinences de cette forme. Par exemple, le verbe ayant les formes de base dūcō (présent, « je conduis »), dūcere (infinitif, « conduire »), dūxī (parfait, « je conduisis »), ductus (participe passé passif, « conduit »), a pour thème du parfait dūx-, auquel on ajoute le suffixe -era- (à certaines personnes -erā-, avec ā long), plus les désinences visibles ci-après :
| 1re sg. | dūxeram « j'avais conduit » |
| 2e sg.  | dūxerās                     |
| 3e sg.  | dūxerat                     |
| 1re pl. | dūxerāmus                   |
| 2e pl.  | dūxerātis                   |
| 3e pl.  | dūxerant                    |

À la voix passive et dans le cas des verbes appelés déponents (à formes de passif et à sens actif), le plus-que-parfait est analytique, avec le verbe auxiliaire esse « être » et le participe passé passif du verbe à sens lexical. Exemples :
| Personne | Verbe passif                               | Verbe déponent                       |
| -------- | ------------------------------------------ | ------------------------------------ |
| 1re sg.  | amātus/-a/-um eram « j'avais été aimé(e) » | mīrātus/a/um eram « j'avais admiré » |
| 2e sg.   | amātus/-a/-um erās                         | mīrātus/a/um erās                    |
| 3e sg.   | amātus/-a/-um erat                         | mīrātus/a/um erat                    |
| 1re pl.  | amātus/-a/-um erāmus                       | mīrātī/-ae/-a erāmus                 |
| 2e pl.   | amātī/-ae/-a erātis                        | mīrātī/-ae/-a erātis                 |
| 3e pl.   | amātī/-ae/-a erant                         | mīrātī/-ae/-a erant                  |

À la voix active également, il s'est développé des formes analytiques de plus-que-parfait, dont l'une avec l'auxiliaire habere « avoir » à l'imparfait et le participe passé passif du verbe à sens lexical, ex. [...] si miles qui habebat iam factum testamentum aliud fecisset [...] « [...] si un militaire qui avait déjà fait un testament, aurait voulu en faire un autre [...] » (Ulpien).
La valeur principale du plus-que-parfait est d'exprimer un procès passé antérieur à un autre procès passé. C'est un emploi relatif lorsque les deux procès sont exprimés dans la même phrase complexe, ex. Mē, quī līber fueram, servom fēcit « De moi, qui avais été libre, il fit un esclave » (Plaute).
L'antériorité peut aussi être exprimée par rapport au temps principal d'une narration au passé, marqué par des verbes du contexte antérieur à la phrase ayant le verbe au plus-que-parfait : Ille quī vester comes ubique fueram « Moi qui avais partout été ton compagnon » (Sénèque).

### En français
Le français a hérité du latin la forme analytique de l'indicatif plus-que-parfait avec l'auxiliaire avoir, mais il utilise l'auxiliaire être aussi, pour certaines catégories de verbes.

### En italien
Il y a des ressemblances entre italien et français quant à la formation et à l'emploi du plus-que-parfait à l'indicatif. En italien aussi, on utilise les auxiliaires correspondant à « avoir » (avere) et « être » (essere) à l'indicatif imparfait. Tous les verbes transitifs directs utilisent avere et tous les verbes réfléchis ou seulement de forme réfléchie – essere. La plupart des verbes actifs intransitifs et transitifs indirects se conjuguent avec avere et une partie des intransitifs, plus grande qu'en français, avec essere. Le groupe de ceux-ci comprend des verbes exprimant un déplacement mais d'autres aussi, conjugués avec avoir en français, par exemple le verbe essere même. En italien aussi, le participe passé des verbes conjugués avec essere s'accorde en genre et en nombre avec son sujet. Exemples de paradigmes :
| Personne | Verbe actif avec avere scrivere « écrire » | Verbe actif avec essere andare « aller » | Verbe réfléchi svegliarsi « se réveiller » |
| -------- | ------------------------------------------ | ---------------------------------------- | ------------------------------------------ |
| 1re sg.  | avevo scritto                              | ero andato/a                             | mi ero svegliato/a                         |
| 2e sg.   | avevi scritto                              | eri andato/a                             | ti eri svegliato/a                         |
| 3e sg.   | aveva scritto                              | era andato/a                             | si era svegliato/a                         |
| 1re pl.  | avevamo scritto                            | eravamo andati/e                         | ci eravamo svegliati/e                     |
| 2e pl.   | avevate scritto                            | eravate andati/e                         | vi eravate svegliati/e                     |
| 3e pl.   | avevano scritto                            | eravano andati/e                         | si eravano svegliati/e                     |

Le plus-que-parfait existe à la voix passive aussi. En italien, comme dans toutes les langues romanes modernes, il se forme avec le plus-que-parfait du verbe auxiliaire essere, plus le participe passé du verbe à sens lexical, ex. era stato guardato « avait été regardé ».
La valeur principale du plus-que-parfait italien est la même que dans les langues ci-dessus, ex. Quel giorno ero molto contenta perché avevo passato l’esame « Ce jour-là j'étais très contente, parce que j'avais réussi mon examen ». Le procès passé par rapport auquel on exprime l'antériorité, éventuellement sous-entendu, peut se trouver dans le contexte antérieur d'une phrase simple ayant le verbe au plus-que-parfait : Avevo fatto quella torta per te, non per Paolo « J'avais fait ce gâteau-là pour toi, non pour Paolo » (sous-entendu possible, « C'est Paolo qui l'a mangé »).
On peut également exprimer l'antériorité par rapport à un repère non verbal mais constitué d'un complément circonstanciel de temps : Penso che alle 7.00 Franco aveva già chiuso il negozio « Je pense qu'à sept heures, Franco avait déjà fermé le magasin ».

### En espagnol
En espagnol aussi, la forme de l'indicatif plus-que-parfait est analytique, mais on utilise un seul verbe auxiliaire, haber « avoir », à l'indicatif imparfait. Exemple (le verbe cantar « chanter ») :
| 1re sg. 2e sg. 3e sg. 1re pl. 2e pl. 3e pl. | había habías había habíamos habíais habían | cantado |

La valeur de base de l'indicatif plus-que-parfait espagnol est la même que dans les autres langues romanes:
- en proposition principale, antériorité par rapport au procès de la subordonnée de temps : Cuando llegó José, ya habíamos cenado « Quand José est arrivé, nous avions déjà dîné »[15] ;
- antériorité par rapport au temps passé principal du contexte (cas du premier verbe) : Habíamos preguntado si habían terminado « Nous avions demandé s'ils avaient terminé »[16] ;
- antériorité par concordance des temps dans le discours indirect : Dijo que no había podido ir « Il a dit qu'il n'avait pas pu y aller »[17] (cas du deuxième verbe de l'exemple précédent aussi).

### En roumain
Le roumain est la seule langue romane dans laquelle l'indicatif plus-que-parfait a une forme synthétique. Il est hérité du subjonctif plus-que-parfait latin, étant formé du thème du passé simple, et marqué par le suffixe -se-. Exemples :
| Personne | 1re conjugaison a aduna « rassembler » | 2e conjugaison a părea « paraître » | 3e conjugaison, type 1 a începe « commencer » | 3e conjugaison, type 2 a zice « dire » | 4e conjugaison, type 1 a sorbi « siroter » | 4e conjugaison, type 2 a coborî « descendre » |
| -------- | -------------------------------------- | ----------------------------------- | --------------------------------------------- | -------------------------------------- | ------------------------------------------ | --------------------------------------------- |
| 1re sg.  | adunasem                               | părusem                             | începusem                                     | zisesem                                | sorbisem                                   | coborâsem                                     |
| 2e sg.   | adunaseși                              | păruseși                            | începuseși                                    | ziseseși                               | sorbiseși                                  | coborâseși                                    |
| 3e sg.   | adunase                                | păruse                              | începuse                                      | zisese                                 | sorbise                                    | coborâse                                      |
| 1re pl.  | adunase(ră)m                           | păruse(ră)m                         | începuse(ră)m                                 | zisese(ră)m                            | sorbise(ră)m                               | coborâse(ră)m                                 |
| 2e pl.   | adunase(ră)ți                          | păruse(ră)ți                        | începuse(ră)ți                                | zisese(ră)ți                           | sorbise(ră)ți                              | coborâse(ră)ți                                |
| 3e pl.   | adunaseră                              | păruseră                            | începuseră                                    | ziseseră                               | sorbiseră                                  | coborâseră                                    |

Remarques :
1. Les classes de conjugaison et les types des 3e et 4e conjugaisons diffèrent par les voyelles finales de leurs thèmes au passé simple.
2. Les verbes de la 4e conjugaison, type 2 présentent l'alternance orthographique î/â, les deux lettres transcrivant la même voyelle [ɨ].
3. Le thème du passé simple des verbe de la 3e conjugaison, type 2 contient le suffixe -se-, d'où sa répétition au plus-que-parfait.
4. La séquence -ră-, considérée comme faisant partie des désinences en cause, est facultative, bien que la forme avec elle soit plus fréquente.

En roumain, le plus-que-parfait est relativement rare dans la langue parlée, et il est utilisé seulement avec sa valeur principale. Exemples :
- en phrase complexe, en relation avec un autre verbe de la phrase : Terminasem de scris când ai venit tu « J'avais fini d'écrire quand tu es venu »;
- en phrase simple, en relation avec d'autres verbes du contexte : Spre seară terminasem de scris « Vers le soir, j'avais fini d'écrire ».

Le roumain a des règles de concordance des temps moins rigoureuses que les autres langues romanes. Surtout dans la langue parlée, le plus-que-parfait est remplacé par le passé composé, ex. Înainte de a pleca, le-a explicat de ce a venit « Avant de partir, il/elle leur a expliqué pourquoi il/elle était venu(e) », littéralement, « ... est venu(e) ».

## En anglais
L'anglais a une forme verbale équivalente à l'indicatif plus-que-parfait des langues romanes, appelée past perfect dans les grammaires relativement récentes. D'ailleurs, son appellation traditionnelle est pluperfect. À la voix active, il se forme seulement avec l'auxiliaire have « avoir » à la forme had (souvent abrégée à 'd) du temps appelé simple past, correspondant partiel de l'imparfait, plus le participe passé du verbe à sens lexical. La forme est identique à toutes les personnes, marquées seulement par le sujet mot à part.
À la voix passive, la forme est had + been (le participe passé du verbe auxiliaire be « être ») + le participe passé du verbe à sens lexical, ex. The match had been played « Le match avait été joué ».
L'anglais a aussi une forme appelée past perfect continuous, formée avec l'auxiliaire be au past perfect et le participe présent du verbe à sens lexical. Il diffère du past perfect par l'expression d'un procès passé ayant duré un certain temps jusqu'à un autre procès passé, ex. The volunteers brought in their collecting boxes at lunch time yesterday. They had been collecting money all morning « Les volontaires ont apporté leurs boîtes hier à l’heure du déjeuner. Ils avaient collecté de l’argent toute la matinée ».
Les valeurs de base du past perfect sont analogues à celles du plus-que-parfait des langues romanes. Il exprime :
- dans une phrase complexe à coordination, un procès passé antérieur à un autre procès passé : We ran onto the platform, but the train had just gone « Nous avons couru sur le quai mais le train venait de partir »[20] ;
- dans une phrase complexe à subordination, dans la proposition principale, un procès passé antérieur au procès passé de la subordonnée : When we got to the station, the train had already departed « Quand nous sommes arrivés à la gare, le train était déjà parti »[2] ;
- un procès passé antérieur à un repère temporel non verbal de la même phrase simple : She had met Max six months before « Elle avait rencontré Max six mois auparavant » ;
- en proposition subordonnée, dans le discours indirect, un procès antérieur à celui du verbe à un temps passé de la principale, conformément à la règle de concordance des temps existant dans les langues romanes aussi : He told us he had bought the shirt « Il nous a dit qu'il avait acheté la chemise »[22].

D'autres emplois sont caractéristiques pour d'autres types de propositions subordonnées :
- en proposition circonstancielle de manière, expression d'un procès antérieur à celui de la principale : Natalie looked as if she'd seen a ghost « Natalie avait l'air comme si elle avait vu un fantôme »[23] ;
- en proposition complément d'objet direct, pour un procès antérieur à celui du verbe au présent de la principale : I wish I had reserved a seat « Je regrette de ne pas avoir réservé de place » (litt. « Je souhaite j'avais réservé... ») ;
- en proposition conditionnelle introduite par la conjonction if, le verbe de la principale étant au conditionnel passé, pour exprimer une condition et sa conséquence non réalisées dans le passé, construction analogue à celle du français : If you had taken a taxi, you would have got here in time « Si tu avais pris un taxi, tu serais arrivé(e) ici à temps »[24].

## Dans les langues slaves
En proto-slave, langue non attesté, il existait un plus-que-parfait analytique formé du verbe auxiliaire signifiant « être » à l'imparfait et l'une des formes de participe. Sa plus ancienne attestation se trouve en vieux-slave, avec deux formes de l'imparfait de l'auxiliaire быти byti « être » et l'une des cinq formes de participe, celle appelée participe passé actif 2, qui s'accordait en genre et en nombre avec son sujet,. Dans cette langue il y avait aussi le nombre duel (noté ci-après d.). Exemple, le verbe зъвати zŭvati « nommer » :
| 1re sg. | бѣахъ/бѣхъ зъвалъ/а/о běaxŭ/ běaxŭ zŭvalŭ/la/lo         |
| 2e sg.  | бѣаше/бѣ зъвалъ/а/о běaše/bě zŭvalŭ/la/lo               |
| 3e sg.  | бѣаше/бѣ зъвалъ/ла/ло běaše/bě zŭvalŭ/la/lo             |
| 1re pl. | бѣахомъ/бѣхомъ зъвали/лы/ла běaxomŭ/běxomŭ zŭvali/ly/la |
| 2e pl.  | бѣашете/бѣстє зъвали/лы/ла běašete/běste zŭvali/ly/la   |
| 3e pl.  | бѣахѫ/бѣшѧ зъвали/лы/ла běaxǫ/běšę zŭvali/ly/la         |
| 1re d.  | бѣахомъ/бѣхомъ зъвала/лѣ/лѣ běaxomŭ/běxomŭ zŭvala/lě/lě |
| 2e d.   | бѣашетe/бѣсте зъвала/лѣ/лѣ běašete/běste zŭvala/lě/lě   |
| 3e d.   | бѣахѫ/бѣшѧ зъвала/лѣ/лѣ běašete/běšę zŭvala/lě/lě       |

La valeur du plus-que-parfait slave est d'exprimer un procès passé antérieur à un autre procès passé exprimé par des temps simples, l'aoriste ou l'imparfait, ex. iže i běaxǫ viděli prěžde « ceux qui l'avaient vu auparavant ».
Certaines langues slaves modernes ont conservé le plus-que-parfait. Les langues BCMS l'ont avec les deux formes de l'imparfait de l'auxiliaire biti. Le verbe à cette forme peut être aussi bien d'aspect perfectif, que d'aspect imperfectif, mais ces langues ont perdu le nombre duel. En croate, en bosnien et en monténégrin, l'auxiliaire a la prononciation dite (i)jekavski. Exemple, le verbe čitati (imperfectif) / pročitati (perfectif) « lire » :
| 1re sg. | bijah/bjeh (pro)čitao/la/lo      |
| 2e sg.  | bijaše/bješe (pro)čitao/la/lo    |
| 3e sg.  | bijaše/ bješe (pro)čitao/la/lo   |
| 1re pl. | bijasmo/bjesmo (pro)čitali/le/la |
| 2e pl.  | bijaste/bjeste (pro)čitali/le/la |
| 3e pl.  | bijahu/bjehu (pro)čitali/le/la   |

En serbe, l'auxiliaire a la prononciation dite ekavski : bejah/beh, bejaše/beše, etc..
En BCMS il y a aussi une forme de plus-que-parfait avec le temps parfait de l'auxiliaire :
| 1re sg. | bio/la sam (pro)čitao/la/lo      |
| 2e sg.  | bio/la/lo si (pro)čitao/la/lo    |
| 3e sg.  | bio/la/lo je (pro)čitao/la/lo    |
| 1re pl. | bili/le/la smo (pro)čitali/le/la |
| 2e pl.  | bili/le/la ste (pro)čitali/le/la |
| 3e pl.  | bili/le/la su (pro)čitali/le/la  |

En BCMS, le plus-que-parfait et relativement peu utilisé, étant marqué stylistiquement, par exemple dans la littérature artistique, et celui avec l'auxiliaire à l'imparfait est encore moins fréquent que celui avec le parfait, dans la littérature plus ancienne. Dans le registre de langue courant, il est remplacé par le parfait.
Le plus-que-parfait garde sa valeur initiale, de base, ex. Svi su bili izašli iz dvorane i čekali što će se dogoditi « Tous étaient sortis de la salle et attendaient ce qui allait se passer ».
Il a aussi des emplois non spécifiques :
- procès simultané avec un autre procès passé : Kad sam slušao vijesti, bio sam sejako naljutio « Quand j'ai entendu les nouvelles, bien sûr que je me suis mis en colère » ;
- procès passé postérieur à un autre procès passé : Kad ostadoh sam, sve bijaše nestalo « Quand je restai seul, tout disparut ».